# Pandanus alticola
Pandanus alticola är en enhjärtbladig växtart som beskrevs av Richard Eric Holttum och Harold St.John. Pandanus alticola ingår i släktet Pandanus och familjen Pandanaceae. Inga underarter finns listade.